# Államok vezetőinek listája 1884-ben
Ezen az oldalon az 1884-ben fennálló államok vezetőinek névsora olvasható földrészek, majd országok szerinti bontásban.

## Európa
- Andorra (parlamentáris társhercegség)
  - Társhercegek
    - Francia társherceg – Jules Grévy (1879–1887), lista
    - Episzkopális társherceg – Salvador Casañas y Pagés (1879–1901), lista
- Belgium (monarchia)
  - Uralkodó – II. Lipót király (1865–1909)
  - Kormányfő –
    1. Walthère Frère-Orban (1878–1884)
    2. Jules Malou (1884)
    3. Auguste Beernaert (1884–1894), lista
- Dánia (monarchia)
  - Uralkodó – IX. Keresztély király (1863–1906)
  - Kormányfő – Jacob Brønnum Scavenius Estrup (1875–1894), lista
- Egyesült Királyság (parlamentáris monarchia)
  - Uralkodó – Viktória Nagy-Britannia királynője (1837–1901)
  - Kormányfő – William Gladstone (1880–1885), lista
- Franciaország (köztársaság)
  - Államfő – Jules Grévy (1879–1887), lista
  - Kormányfő – Jules Ferry (1883–1885), lista
- Görögország (monarchia)
  - Uralkodó – I. György király (1863–1913)
  - Kormányfő – Harílaosz Trikúpisz (1882–1885), lista
- Hollandia (monarchia)
  - Uralkodó – III. Vilmos király (1849–1890)
  - Kormányfő – Jan Heemskerk (1883–1888), lista
- Liechtenstein (parlamentáris monarchia)
  - Uralkodó – II. János herceg (1859–1929)
- Luxemburg (monarchia)
  - Uralkodó – III. Vilmos nagyherceg (1849–1890)
  - Kormányfő – Félix de Blochausen (1874–1885), lista
- Monaco (monarchia)
  - Uralkodó – III. Károly herceg (1856–1989)
- Montenegró (monarchia)
  - Uralkodó – I. Miklós király (1860–1918)
  - Kormányfő – Božo Petrović (1879–1905), lista
- Német Birodalom (monarchia)
  - Uralkodó – I. Vilmos császár (1871–1888)
  - Kancellár – Otto von Bismarck (1871–1890), lista
- Olasz Királyság (monarchia)
  - Uralkodó – I. Umbertó király (1878–1900)
  - Kormányfő – Agostino Depretis (1881–1887), lista
- Orosz Birodalom (monarchia)
  - Uralkodó – III. Sándor cár (1881–1894)
- Osztrák–Magyar Monarchia (monarchia)
  - Uralkodó – I. Ferenc József király (1848–1916)
  - Kormányfő –
    - Osztrák Császárság – Eduard Taaffe (1879–1893), lista
    - Magyar Királyság – Tisza Kálmán (1875–1890), lista
- Pápai állam (abszolút monarchia)
  - Uralkodó – XIII. Leó pápa (1878–1903)
- Portugália (monarchia)
  - Uralkodó – I. Népszerű Lajos király (1861–1889)
  - Kormányfő – Fontes Pereira de Melo (1881–1886), lista
- Román Királyság (monarchia)
  - Uralkodó – I. Károly király (1866–1914)
  - Kormányfő – Ion Brătianu (1881–1888), lista
- San Marino (köztársaság)
  - San Marino régenskapitányai
- Spanyolország (monarchia)
  - Uralkodó – XII. Alfonz király (1874–1886)
  - Kormányfő –
    1. José Posada Herrera (1883–1884)
    2. Antonio Cánovas del Castillo (1884–1885), lista
- Svájc (konföderáció)
  - Szövetségi Tanács:[1]
  - Karl Schenk (1863–1895), Emil Welti (1866–1891), elnök, Numa Droz (1875–1892), Bernhard Hammer (1875–1890), Wilhelm Hertenstein (1878–1888), Louis Ruchonnet (1881–1893), Adolf Deucher (1883–1912)
- Svédország (parlamentáris monarchia)
- Norvégia és Svédország perszonálunióban álltak.
  - Uralkodó – II. Oszkár király (1872–1907)
  - Kormányfő –
    1. Carl Johan Thyselius (1883–1884)
    2. Robert Themptander (1884–1888), lista
- Szerbia (monarchia)
  - Uralkodó – I. Milán király (1868–1889)
  - Kormányfő –
    1. Nikola Hristić (1883–1884)
    2. Milutin Garašanin (1884–1887), lista

## Afrika
- Asanti Birodalom (monarchia)
  - Uralkodó –
    1. Kvaku Dua II (1883–1884)
    2. Owusu Kofi (1884)
    3. Akyampon Panyin, Asantehene (1884–1887)
- Benini Királyság (monarchia)
  - Uralkodó – Adolo király (1848–1888)
- Etiópia (monarchia)
  - Uralkodó – IV. János császár (1871–1889)
- Futa-Dzsalon (moszlim teokrácia)
  - Uralkodó – Almany Almadou (1873–1896)
- Kaffa Királyság (monarchia)
  - Uralkodó – Gali Serocso császár (1870–1890)
- Kanói Emírség (monarchia)
  - Uralkodó – Muhammed Bello (1883–1893)
- Libéria (köztársaság)
  - Államfő –
    1. Alfred F. Russell (1883–1884)
    2. Hilary R. W. Johnson (1884–1892), lista
- Marokkó (monarchia)
  - Uralkodó – I. Haszan szultán (1873–1894)
- Mohéli (Mwali) (monarchia)[2]
  - Uralkodó – II. Abdul Rahman király (1878–1885)
- Oranje Szabadállam (köztársaság)
  - Államfő – Jan Brand (1864–1888), lista
- Szokoto Kalifátus (monarchia)
  - Uralkodó – Umaru bin Ali (1881–1891)
  - Kormányfő – Abdullah bin Muhammad Fodiye (1874–1886)
- Szváziföld (monarchia)
  - Uralkodó – IV. Dlamini király (1875–1889)
- Transvaal Köztársaság (köztársaság)
  - Államfő – Paul Kruger (1883–1902)
- Vadai Birodalom
  - Uralkodó – Juszuf kolak (1874–1898)
- Wassoulou Birodalom (monarchia)
  - Uralkodó – Samori Ture, császár (1878–1898)

## Dél-Amerika
- Argentína (köztársaság)
  - Államfő – Julio Argentino Roca (1880–1886), lista
- Bolívia (köztársaság)
  - Államfő –
    1. Narciso Campero Leyes (1880–1884)
    2. Gregorio Pacheco Leyes (1884–1888), lista
- Brazil Császárság (monarchia)
  - Uralkodó – II. Péter császár (1831–1889)
- Chile (köztársaság)
  - Államfő – Domingo Santa María (1881–1886), lista
- Ecuador (köztársaság)
  - Államfő – José María Plácido Caamaño (1883–1888), lista
- Kolumbia (köztársaság)
  - Államfő –
    1. José Eusebio Otálora (1882–1884)
    2. Ezequiel Hurtado (1884)
    3. Rafael Núñez (1884–1886), lista
- Paraguay (köztársaság)
  - Államfő – Bernardino Caballero (1880–1886), lista
- Peru (köztársaság)
  - Államfő – Andrés Avelino Cáceres Dorregaray (1883–1885), lista
- Uruguay (köztársaság)
  - Államfő – Máximo Santos (1882–1886), lista
- Venezuela (köztársaság)
  - Államfő –
    1. Antonio Guzmán Blanco (1879–1884)
    2. Joaquín Crespo (1884–1886), lista

## Észak- és Közép-Amerika
- Amerikai Egyesült Államok (köztársaság)
  - Államfő – Chester A. Arthur (1881–1885), lista
- Costa Rica (köztársaság)
  - Államfő – Próspero Fernández Oreamuno (1882–1885), lista
- Dominikai Köztársaság (köztársaság)
  - Államfő –
    1. Ulises Heureaux (1882–1884)
    2. Francisco Gregorio Billini (1884–1885), lista
- Salvador (köztársaság)
  - Államfő –
    1. Rafael Zaldívar (1876–1884)
    2. Ángel Guirola (1884)
    3. Rafael Zaldívar (1884–1885), lista
- Guatemala (köztársaság)
  - Államfő – Justo Rufino Barrios (1873–1885), lista
- Haiti (köztársaság)
  - Államfő – Lysius Salomon (1879–1888), lista
- Honduras (köztársaság)
  - Államfő – Luis Bográn (1883–1891), lista
- Kanada (parlamentáris monarchia)
  - Uralkodó – Viktória királynő (1837–1901)
  - Kormányfő – John A. Macdonald (1878–1891), lista
- Mexikó (köztársaság)
  - Államfő –
    1. Manuel González (1880–1884)
    2. Porfirio Díaz (1884–1911), lista
- Nicaragua (köztársaság)
  - Államfő – Adán Cárdenas (1883–1887), lista

## Ázsia
- Aceh Szultánság (monarchia)
  - Uralkodó – Alauddin Muhammad Da'ud Syah II (1875–1903)
- Afganisztán (monarchia)
  - Uralkodó – Abdur Rahman Kán emír (1880–1901)
- Bhután (monarchia)
  - Uralkodó – Gava Zangpo druk deszi (1883–1885)
- Buhara
  - Uralkodó – Mozaffar al-Din kán (1860–1885)
- Dálai Emírség (monarchia)
  - Uralkodó – Ali bin Mukbil al-Amiri (1878–1886)
- Dzsebel Sammar (monarchia)
  - Uralkodó – Muhammad bin Abdullah (1869–1897), Dzsebel Sammar emírje
- Csoszon (monarchia)
  - Uralkodó – Kodzsong király (1863–1897)
- Hiva
  - Uralkodó – II. Muhammad Rahím Bahadúr kán (1864–1910)
- Japán (császárság)
  - Uralkodó – Mucuhito császár (1867–1912)
- Kína
  - Uralkodó – Kuang-hszü császár (1875–1908)
- Maszkat és Omán (abszolút monarchia)
  - Uralkodó – Turki szultán (1871–1888)
- Nepál (alkotmányos monarchia)
  - Uralkodó – Prithvi király (1881–1911)
  - Kormányfő – Ranodip Szing Kunvar (1877–1885), lista
- Oszmán Birodalom (monarchia)
  - Uralkodó – II. Abdul-Hamid szultán (1876–1909)
  - Kormányfő – Mehmed Szaíd pasa (1882–1885), lista
- Perzsia (monarchia)
  - Uralkodó – Nászer ad-Din sah (1848–1896)
- Sziám (parlamentáris monarchia)
  - Uralkodó – Csulalongkorn király (1868–1910)

## Óceánia
- Tonga (monarchia)
  - Uralkodó – I. Tupou király (1875–1893)
  - Kormányfő – Shirley Waldemar Baker (1880–1890), lista